# Woody Shaw
Woody Herman Shaw Jr. (24 de dezembro de 1944 — 10 de maio de 1989) foi um virtuoso trompetista norte-americano, fliscornetista, cornetista, compositor e líder de banda.

## Biografia
Woody Shaw nasceu em Laurinburg, e passou a infância em Newark, Nova Jérsei, onde começou a tocar corneta com apenas 9 anos de idade. Dois anos mais tarde, por puro acaso, adota o seu instrumento final, tendo aulas de trompete pelo Jerome Ziering, um professor de quem o próprio Shaw atribui grande influência em seu desenvolvimento prematuro como músico. Shaw mostrou grande capacidade com afinação perfeita e memória fotográfica, e como resultado, seus professores o matriculou dois anos após a idade que correspondia, em Arts High School, uma instituição onde passaram nomes tão notáveis, como Wayne Shorter, Sarah Vaughan e Larry Young.
As primeiras influências de Shaw foram Louis Armstrong, Fats Navarro, Miles Davis, Kenny Dorham, Freddie Hubbard, Lee Morgan e, especialmente, Dizzy Gillespie, com quem o pai de Shaw - um cantor de gospel - tinha ido para o High School. Em 1963, inicia sua carreira gravando com Willie Bobo e Eric Dolphy, que, no ano seguinte, convidou Shaw para acompanhá-lo até Paris, França. Embora, a morte súbita de Dolphy, pouco antes da viagem planejada, Shaw decidiu ir de qualquer maneira a Paris, onde se estabeleceu com seu amigo Nathan Davis, ao lado de figuras como Bud Powell, Kenny Clarke e Art Taylor. Em tal companhia, o trompetista frequentou Londres e Berlim, mas em 1964 decidiu voltar para os Estados Unidos, para se juntar ao quinteto do pianista Horace Silver, com quem permaneceu durante o biênio 1965–66. Durante o resto da década, trabalhou com Chick Corea (1966–67), Jackie McLean (1967), Booker Ervin (1968), McCoy Tyner (1968), Max Roach (1968–69) e Andrew Hill (1969).
Na década de 1970 começou com colaborações com Pharoah Sanders, Hank Mobley, Gary Bartz, Archie Shepp e Joe Henderson, que o contratou para seu quinteto em 1970. De 1971 a 1973, fez parte como membro da famosa banda, Jazz Messengers, liderada pelo Art Blakey, e após este período se estabeleceu em São Francisco para coliderar um projeto com Bobby Hutcherson. Em 1975, retornou a Nova Iorque, juntamente com o baterista Louis Hayes, com quem formou um quinteto em nome de ambos. Em 1977, Shaw influenciado pela música modal de John Coltrane e o hard bop de corte mais clássica, lidera vários grupos sob o seu nome. Desde então e até 1983, Shaw mantém um quinteto relativamente estável, que incluía, entre outros, o trombonista Steve Turre e pianista Mulgrew Miller, mas depois disso muitas formações ocorreram nos vários grupos sob seu nome.
Durante seus últimos anos, ele havia sido diagnosticado com uma doença ocular incurável que estava fazendo perder progressivamente a visão, o que dificulta a sua carreira. Em 27 de fevereiro de 1989, em circunstâncias pouco claras, Shaw sofreu uma batida no metrô de Brooklyn, o que causou grandes danos ao seu braço esquerdo. Em 10 de maio de 1989, após várias compilações, Shaw faleceu devido a problemas nos rins.

## Estilo e valorização
Woody Shaw foi um dos músicos mais talentosos e mais inovadores de sua geração, e apesar de sua morte trágica e prematuro, deixou um legado de enorme influência no jazz contemporâneo. Inspirado em partes iguais, pela sua formação clássica, pelos experimentos modais de John Coltrane e Eric Dolphy na década de 1960 e pela evolução post-bop dessa mesma década, a obra de Shaw, através dos anos 70 e a difícil década de 80, tem sido campo da cultura ideal onde novas gerações, como Wynton Marsalis, são referência máxima em figuras no jazz tradicional contemporânea. Woody Shaw passará sem dúvida como um dos grandes inovadores, líderes e mentores na história do jazz.